# George Etherege
George Etherege (Maidenhead, Berkshire, 1636 - Paris, 10 de maio de 1692) foi um diplomata e dramaturgo inglês.